# 신정호 (1915년)
신정호(1915년 3월 8일~2003년 5월 1일)는 대한민국의 정치인이다. 제3·5대 국회의원을 지냈다.

## 역대 선거 결과
|  | 30.83% |

|  | 37.47% |

|  | 37.10% |

|  | 4.72% |

|  | 1.10% |

|  | 1.87% |